# الزيني بركات (رواية)
الزيني بركات هي رواية للكاتب المصري جمال الغيطاني ونشرت سنة 1974. وتعالج الرواية مسألة الظلم المستمرة في جميع البلدان وجميع الأحقاب ومحاولة توحيد الماضي والحاضر عن طريق الشخصية الرئيسية، الزيني بركات. وتم تحويل الرواية إلى مسلسل في سنة 1995 من إخراج يحيى العلمي.

## موضوع الرواية
قدم الكاتب الراحل جمال الغيطانى، روايته التاريخية الرائعة «الزينى بركات» التي استغل فيها الوجود التاريخى لشخصيات «الزينى بركات، زكريا بن راضى» كاشخاص حقيقية شاركت في التاريخ المصرى خلال حقبة المماليك، وقد استغل «الغيطانى» هذه التيمة التاريخية ونسج منها خيوط روايته التي تحولت إلى عمل درامى تليفزيونى ليستخدمها في الإسقاط على الواقع المصرى في تاريخها الحديث، خاصة في فترة الستينيات من القرن الماضى، حسبما صرح الغيطانى من قبل.
الذي رأى أن نهايات فترة الستينيات وزيادة سطوة الشرطة والقمع البوليسى شبيهة بفترة وجود الزينى بركات، التي جاءت في نهايات دولة المماليك وبداية اضمحلالها مع الصراعات التي كثرت بين المماليك، في الوقت الذي بدأ فيه صعود نجم الدولة العثمانية وسيطرتها على مقاليد الحكم في مصر عام 1517، وهو ما اعتبره أيضًا مؤلف الرواية نوعا من أنواع الربط بين نكسة يونيو 1967 وبين معركة «مرج دابق» التي انتهت بانتصار العثمانيين على المماليك، خاصة أن فترة الثنائى «بركات، زكريا» اتسمت بازدياد سطوة العسس أو «البصاصين» والصراع الدائم بين قادة المماليك، ما أدى إلى هزيمتهم أمام العثمانيين.

## نقد أدبي حول الرواية
يقول المفكر المصري إبراهيم عوض أن في القصة أخطاء فاحشة لا يقع فيها أقل التلاميذ إلمامًا بتاريخ الإسلام وعقائده، يقول المؤلف على لسان كبير البصاصين: "ألم يكن خاتم المرسلين وسيد البشر مضطهَدًا من قومه؟ ألم يرمه اليهود بالحجارة من فوق أسوار الطائف فألهب الهجير باطن قدميه، وسال دمه؟ ألم يحاربوه وتأكل واحدة منهم كبد عمه حمزة نيئة؟

## أقوال الكاتب عن الرواية
«جاءت ((الزيني بركات)) نتيجة لعوامل عديدة. أهمها في تقديري، تجربة معاناة القهر البوليسي في مصر خلال الستينيات. كانت هناك تجربة ضخمة تهدف إلى تحقيق العدالة الاجتماعية. تهدف إلى تحقيق أحلام البسطاء. يقودها زعيم كبير هو جمال عبد الناصر. ولكن كان مقتل هذه التجربة في رأيي، هو الأسلوب الذي تعاملت به مع الديمقراطية. وأحيانا كنا نحجم عن الحديث بهذا الشكل لأن هذه التجربة بعد انتهائها، تعرضت وما تزال تتعرض لهجوم حاد من خصوم العدالة الاجتماعية، ومن خصوم إتاحة الفرص أمام الفقراء. ولكن أنا أتصور أن الشهادة يجب أن تكون دقيقة الآن، خاصة وأن جيلنا، جيل الستينات الذي ننتمي إليه أنا والأستاذ البساطي قد بدأ يدنو من مراحله الأخيرة. لذا يجب أن نترك كلمة حق حتى لا تتكرر تلك الأخطاء.»